# Бутл, Роджер
Роджер Бутл (родился 22 июня 1952 года) — британский экономист и финансист. Основатель Capital Economics, консалтинговой компании по макроэкономическим вопросам. В 2012 году Бутл и Capital Economics были удостоены премии Wolfson Economics Prize.

## Ранние годы
Родился в Уотфорде. Изучал философию, политику и экономику в Мертон-колледже в Оксфорде, закончил аспирантуру в Наффилд-колледже. Начал академическую карьеру в качестве преподавателя экономики в Колледже Святой Анны в Оксфорде.

## Карьера
Работал экономистом в Capel-Cure Myers and Lloyds Merchant Bank. С 1989 по 1998 год работал экономистом в Midland Bank / HSBC, поднявшись до должности главного экономиста группы HSBC. Во время правления Джона Мейджора в 1990-х годах был включен в группу консультантов по экономике министерства финансов Великобритании, где работал под руководством Кеннета Кларка.
В 1999 году основал консалтинговую компанию Capital Economics. В 2012 получил премию Wolfson Economics Prize в размере 250 000 фунтов стерлингов году «за лучший план работы с государствами, покидающими еврозону».
В 2014 году продал долю в Capital Economics Lloyds Banking Group; сделка оценила его компанию в 70 миллионов фунтов стерлингов. В 2018 году Phoenix Equity Partners приобрела контрольный пакет акций компании, при этом бизнес был оценен в 95 миллионов фунтов стерлингов .
Является евроскептиком и членом группы независимых экономистов « Экономисты за свободную торговлю», ранее называвшейся «Экономисты за Брексит».